# Ambergris-Gletscher
Der Ambergris-Gletscher ist ein Gletscher im westantarktischen Grahamland. Er fließt in südsüdöstlicher Richtung zum Flask-Gletscher, den er unmittelbar westlich des Gebirgskamms Fluke Ridge an der Oskar-II.-Küste erreicht. Seine Ostflanke wird bestimmt durch eine auffällige Diskordanz.
Das UK Antarctic Place-Names Committee benannte zahlreiche geographische Objekte in diesem Gebiet nach Dingen, die mit dem Thema „Wale“ in Verbindung stehen. Namensgeber dieses Gletschers ist die Ambra (englisch ambergris), eine wachsartige Substanz aus dem Verdauungstrakt von Pottwalen, die in früheren Zeiten für die Parfümherstellung verwendet wurde.